# District de Košice I
Le district de Košice I est l'un des 79 districts de Slovaquie dans la région de Košice et l'un des 4 districts de la municipalité de Košice.

## Démographie

### Évolution de la population
| Année:               | 1994.  | 2004.   | 2014.   | 2024.   |
| -------------------- | ------ | ------- | ------- | ------- |
| Nombre de personnes: | 65 057 | 68 089  | 67 842  | 62 603  |
| Différence:          |        | +4,66 % | -0,36 % | -7,72 % |

| Année:               | 2023.  | 2024.   |
| -------------------- | ------ | ------- |
| Nombre de personnes: | 62 965 | 62 603  |
| Différence:          |        | -0,57 % |

## Liste des communes
- Source[2] :

### Ville
- Košice

### Quartiers
- Džungľa
- Kavečany
- Sever
- Sídlisko Ťahanovce
- Staré Mesto (Vieille ville)
- Ťahanovce

## Démographie
L'espérance de vie est en croissance entre 2001 et 2008 dans le district. Elle est passée pour les hommes de 71,03 ans à 72,23 ans et pour les femmes de 78,07 ans à 79,70 ans soit une augmentation de plus d'une année en seulement 7 ans.